# Worblen
Worblen är ett vattendrag i Schweiz. Det ligger i den centrala delen av landet.
Runt Worblen är det i huvudsak tätbebyggt. Runt Worblen är det mycket tätbefolkat, med 1 632 invånare per kvadratkilometer.